# Grenant-lès-Sombernon
Grenant-lès-Sombernon település Franciaországban, Côte-d’Or megyében. Lakosainak száma 216 fő (2022. január 1.). Grenant-lès-Sombernon Remilly-en-Montagne, Barbirey-sur-Ouche, La Bussière-sur-Ouche és Échannay községekkel határos.

## Népesség
A település népességének változása:
| Lakosok száma | 110  | 109  | 121  | 170  | 209  | 212  | 212  | 210  | 212  | 216  |
|               | 1968 | 1982 | 1990 | 2006 | 2013 | 2015 | 2017 | 2019 | 2020 | 2022 |